# Distelnetzwanze
Die Distelnetzwanze (Tingis cardui) ist eine Wanze aus der Familie der Netzwanzen (Tingidae).

## Merkmale
Die Wanzen werden 3,7 bis 4,2 Millimeter lang. Arten der Gattung Tingis sind graubraun gefärbt und mit weißen, pulvrigen Wachsausscheidungen überzogen. Das vierte Glied der Fühler ist breiter als das dritte und es sind am Kopf drei kleine Fortsätze zwischen den Augen ausgebildet. Sie sind immer voll geflügelt (makropter). Tingis cardui kann man anhand ihrer schwarzen Fühlerspitzen, den zwei bis drei Reihen von Zellen am Netz am Rand des Pronotums und entlang dem Rand der Hemielytren von den übrigen Arten der Gattung unterscheiden. Die zwei Fortsätze hinter den Augen sind sehr kurz und reichen nicht hinter die drei Fortsätze weiter vorne hinaus.

## Verbreitung und Lebensraum
Die Art ist in fast ganze Europa verbreitet und fehlt nur im hohen Norden. Sie ist auch in Nordafrika und östlich über Kleinasien und dem Nahen Osten sowie dem Süden Russlands und dem Kaukasus bis nach Sibirien und in den Norden Chinas verbreitet. Sie ist in Mitteleuropa verbreitet und hier die häufigste Art ihrer Gattung. Sie steigt in den Alpen bis knapp unter 2000 Meter Seehöhe. In Großbritannien ist die Art weit verbreitet und häufig.

## Lebensweise
Die Tiere leben an Kratzdisteln (Cirsium), insbesondere an Gewöhnlicher Kratzdistel (Cirsium vulgare), aber auch an Sumpf-Kratzdistel (Cirsium palustre) und seltener an anderen Distelarten wie Nickender Distel (Carduus nutans), Krauser Ringdistel (Carduus crispus) und Weg-Distel (Carduus acanthoides). Sie fehlen auf den übrigen als Disteln bezeichneten Arten. Die Überwinterung erfolgt als Imago in der Bodenstreu oder unter loser Rinde. Die Wanzen erscheinen im April oder Mai und sitzen auf den Grundblättern ihrer Nahrungspflanzen. Teilweise vollführen sie auch Dispersionsflüge, um neue Pflanzen zu besiedeln. Die Paarung und Eiablage dauert bis Juli. Die Weibchen bohren ihre Eier einzeln an beiden Seiten der Blätter in das Gewebe der Nahrungspflanzen ein. Die Nymphen treten ab Juni auf und sind bis September zu finden. Ältere Nymphen befinden sich häufig zwischen den Stacheln an der Außenseite der Blütenkörbe oder nahe dieser. Die adulten Tiere der neuen Generation treten ab Ende Juli oder Anfang August auf. Sie suchen sich ein geeignetes Winterquartier und überwinden dabei auch mitunter größere Distanzen.

## Belege